# Listă de conducători de stat din 537
533 - 534 - 535 - 536 - 537 - 538 - 539 - 540 - 541
Aceasta este o listă a conducătorilor de stat din anul 537:

## Europa
- Anglia, statul anglo-saxon Kent: Eormenric (rege, ?-?) (?)
- Anglia, statul anglo-saxon Sussex: rege necunoscut
- Anglia, statul anglo-saxon Wessex: Cynric (rege, cca. 534-cca. 560)
- Bizanț: Justinian I cel Mare (împărat din dinastia Justiniană, 527-565)
- Francii cu sediul la Metz/Reims (Austrasia): Theudebert (Thibert) I (rege din dinastia Merovingiană, 534-548)
- Francii cu sediul la Orléans (Burgundia): Childebert I (rege din dinastia Merovingiană, 524-558; totodată, rege la Paris, 511-558)
- Francii cu sediul la Paris: Childebert_I (rege din Dinastia_Merovingiană, 511-558; ulterior, rege în Burgundia, 524-558)
- Francii cu sediul la Soissons (Neustria): Chlothar_I (rege din dinastia Merovingiană, 511-561; ulterior, rege în Austrasia, 555-561; ulterior, rege în Burgundia, 558-561; ulterior, rege la Paris, 558-561)
- Gruzia: Bakur al IV-lea (rege din dinastia Chosroidă, 534-547)
- Longobarzii: Wacho (rege din dinastia Lethingilor, 510-539)
- Ostrogoții: Vitiges (536-540)
- Scoția, statul picților: Gartnait al III-lea (rege, cca. 530-cca. 537) și Cailtram (Caltarni) (rege, cca. 537-cca. 539)
- Scoția, statul celt Dalriada: Comgall (rege, 506?-538?)
- Statul papal: Silverius (papă, 536-537) și Vigilius (papă, 537-555)
- Suevii: Hermenric al II-lea sau Rechila al II-lea sau Requiari al II-lea (rege) (?)
- Vizigoții: Theudis (rege, 531-548)

## Africa
- Bizanț: Justinian I cel Mare (împărat din dinastia Justiniană, 527-565)

## Asia

### Orientul Apropiat
- Bizanț: Justinian I cel Mare (împărat din dinastia Justiniană, 527-565)
- Persia: Chosroes I (suveran din dinastia Sasanizilor, 531-579)

### Orientul Îndepărtat
- Cambodgia, statul Fu Nan: Rudravarman (Liute-bamo) (rege din a doua dinastie, cca. 514-545/550)
- Cambodgia, statul Tjampa: Rudravarman I (rege din a patra dinastie, 529?-605)
- Cambodgia, statul Chenla: Șrutavarman (rege, cca. 500-cca. 545)
- China: Xiao Yan (împărat din dinastia Liang, 502-549)
- China: Xiaojing Di (împărat din dinastia Wei de est, 534-550)
- China: Wendi (împărat din dinastia Wei de vest, 535-551)
- Coreea, statul Koguryo: Anwon (Poyon) (rege din dinastia Ko, 531-545)
- Coreea, statul Paekje: Song (rege din dinastia Ko, 523-554)
- Coreea, statul Silla: Pophung (Wonjong) (rege, 514-540)
- India, statul Chalukya: Pulakeșin I (rege, cca. 536-566/567)
- India, statul Magadha: Vișnu Gupta (suveran din dinastia Gupta, ?-cca. 550) (?)
- India, statul Pallava: Buddhavarman (rege din prima dinastie, cca. 520-cca. 540)
- Japonia: Senka (împărat, 535-539)
- Sri Lanka: Silakala și Ambasamanera (regi din dinastia Silakala, 524-537), Dathapabhuti (rege din dinastia Silakala, 537) și Moggallana al II-lea (rege din dinastia Silakala, 537-556)